# Cortes de Aragón
Cortes de Aragón – gmina w Hiszpanii, w prowincji Teruel, w Aragonii, o powierzchni 24,43 km². W 2011 roku gmina liczyła 72 mieszkańców.